# Vrijeme za...
Vrijeme za... sau Tempo di amare este un film croato-italian dramatic de război din 1993. Este al doilea film al regizoarei croate Oja Kodar, după ce în 1989 a debutat cu filmul Jaded.  Vrijeme za... este o dramă de război cu un scenariu plasat în timpul Războiului de Independență al Croației din 1991-1995. Filmul este o co-producție Jadran Film (casă de filme croată de stat) și Rai Tre (post de televiziune de stat italian), împreună cu casa de producție italiană Ellepi Films. Scenariul filmului este scris de Oja Kodar și Ivo Hušnjak. Muzica este compusă de Franco Piersanti.

## Prezentare
Maria (Nada Gaćešić) trăiește cu fiul său adolescent Darko (Zvonimir Novosel) într-un sat din Croația, care este atacat într-o seară de cetnici sârbi. Cei doi reușesc să scape și se ascund în orașul din apropiere. Maria se angajează la o spălătorie. Darko își începe prima poveste de dragoste cu o fată care a rămas orfană de război. Într-o seară, Marja se întoarce acasă pentru a descoperi că Darko lipsește. Acesta s-a alăturat apărătorilor croați, chiar dacă mama sa nu este de acord. După ce a aflat că fiul ei a fost ucis, Maria se îndreaptă spre front pentru a-i îngropa creștinește trupul.

## Distribuție
Nada Gaćešić-Livaković - Marija  
Zvonimir Novosel - Darko, fiul Mariei
Ivan Brkić
Duško Valentić
Vinko Kraljević
Đorđe Rapajić
Franjo Jurčec
Andrea Baković - Duska 
Edo Peročević
Slavko Brankov - Stipe Dalmos 
Damir Mejovšek
Jasna Palić

## Trivia
Este al doilea film regizat de Oja Kodar, cel mai bine cunoscută ca partenera lui Orson Welles în ultimii ani de viață ai regizorului american.
Vrijeme za... a fost un film patriotic produs pentru croați în timpul conflictelor lor cu Serbia/Iugoslavia la începutul anilor 1990. A fost atât de important pentru efortul de război și pentru moralul poporului croat încât au fost realizate proiecții speciale în adăposturile subterane și a fost vizionat chiar și în timp ce aveau loc bombardamente.

## Legături externe
- Vrijeme za... la Internet Movie Database